# 比尔莫斯
比尔莫斯是奥地利萨尔茨堡州萨尔茨堡城郊县的一个市镇。总面积7平方公里，总人口4567人，人口密度652.4人/平方公里（2005年）。